# Hello (I Love You)
"Hello (I Love You)" (en español, "Hola (te amo)") es una canción del músico y compositor británico Roger Waters, exmiembro de la banda inglesa Pink Floyd. El tema fue creado junto a Howard Shore para la película de The Last Mimzy de 2007. Waters ha señalado que cree que «juntos creamos una canción que captura la temática de la película: el choque entre los mejores y peores instintos de la humanidad, y cómo la inocencia de un niño puede triunfar ante todo». El video musical del tema incluye imágenes de la película, así como también de las sesiones de grabación de Waters, Shore, el productor James Guthrie y la actriz Rhiannon Leigh Wryn. Waters estuvo a cargo de la parte vocal y de la ejecución del bajo.
La canción contiene referencias a los álbumes de Pink Floyd The Wall y The Dark Side of the Moon.